# Mihai Magdei
Mihai Magdei (n. 3 octombrie 1945) este un medic din Republica Moldova care a deținut funcția de Ministru al Sănătății al Republicii Moldova în perioada 25 ianuarie  1997 – 22 mai 1998. El l-a înlocuit în funcție pe Timofei Moșneaga și a fost succedat de Eugen Gladun.